# Щастний Олексій Михайлович
Олексій Михайлович Щастний 4 (16) жовтня 1881, м. Житомир Волинської губернії — 22 червня 1918, Москва ) — російський військово-морський діяч. Капітан 1-го рангу. Командував Балтійським флотом під час Льодового походу 1918.
Українським інститутом національної пам'яті визнаний особою, котра боролась проти української державности, однак Житомирська міська рада вчергове відмовилась демонтувати дошку його пам'яти.

## Родина
З потомствених дворян Волинської губернії.
- Батько — Михайло Михайлович Щастний, офіцер артилерії. З 1906 — генерал-майор, з 1908 у відставці з чином генерал-лейтенанта.
- Мати — Олександра Костянтинівна, уроджена Дубровіна.
- Дружина (з 1914) — Антоніна Миколаївна, уроджена Пріємская, в першому шлюбі Сердюкова (1881–1922).
- Дочка — Галина (1913–1982).
- Син — Лев Олексійович (н. 1915).

## Освіта
У 1892–1896 вчився у Володимирському Київському кадетському корпусі. Закінчив Морський корпус (1901, другим по успішності), Мінний офіцерський клас (1905).

## Морський офіцер
- З 1901 — мічман.
- У 1901 — офіцер канонерського човна берегової оборони «Бурун».
- У 1901 — 1902 — на посаді ротного командира і вахтовий начальник крейсера II рангу «Пластун»
- У 1903 — вахтовий офіцер ескадреного броненосця «Севастополь».
- У 1903—1904 — мінний офіцер морехідної канонерського човна «Манджура».
- У квітні — серпні 1904 — вахтовий офіцер крейсера I рангу «Діана».

Учасник російсько-японської війни 1904—1905, за військові заслуги нагороджений орденом Святої Анни 3-го ступеня з мечами і бантом. Відзначився при відбитті атак японських міноносців (10-11 червня 1904), при обстрілі сухопутних військ противника (26 червня 1904) і в битві з японським флотом в Жовтому морі (28 липня 1904). Командир крейсера «Діана» А. А. Лівен позитивно оцінив особисті якості мічмана Щастного:

 Своєю бадьорістю, швидкою розпорядливістю, присутністю духу … виказав бойові здібності, які важко очікувати при його молодості … Це високої якості бойовий офіцер, він і в звичайний час добре служив, але не всякий служака в мирний час виявляється і в бою на висоті покликання, як він.

Після інтернування крейсера «Діана» в Сайгоні в 1904 відбув у Росію.
11 квітня 1905 присвоєно чин лейтенанта.
- У 1905 — молодший мінний офіцер навчального судна «Європа».
- У 1905 — командувач міноносцем № 217.
- У 1905—1906 служив у морському відділі штабу Кронштадтської фортеці.
- У 1906—1909 читав лекції з радіотелеграфної справи в мінному офіцерському класі. Крупний фахівець з питань зв'язку у військово-морському флоті.
- У 1906—1907 — старший мінний офіцер навчального судна «Миколаїв».
- У 1907—1909 — другий флагманський мінний офіцер похідного штабу начальника мінного навчального загону.
- У 1908 брав участь у V Всеросійському електротехнічному з'їзді в Москві.
- У 1909—1912 — на посаді Другого флагманського мінного офіцера (по радіотелеграфній справі) штабу командувача морських сил Балтійського моря.

6 грудня 1910 присвоєно чин старшого лейтенанта.
- У 1912—1914 — постійний член від морського міністерства міжвідомчого радіотелеграфного комітету. У 1913 був відряджений на Каспійське море для вибору місць берегових радіостанцій на острові Ашур-АДЕ і в Ензелі.

14 квітня 1913 присвоєно чин капітана 2-го рангу.
- У 1914—1916 — старший офіцер лінійного корабля «Полтава».
- У 1916—1917 — командир ескадреного міноносця «Пограничник».
- У лютому — травні 1917 — штаб-офіцер для доручень при штабі Командувача флотом Балтійського моря.
- З травня 1917 — прапор-капітан по розпорядчої частини штабу командувача флотом Балтійського моря.
- З липня 1917 — капітан 1-го рангу.

За бойові відзнаки в Першій світовій війні нагороджений мечами до раніше отриманих ним орденів св. Станіслава 2-го ступеня і св. Анни 2-го ступеня.

## На чолі Балтійського флоту
Після приходу до влади більшовиків співпрацював з радянськими органами для захисту країни від німецьких військ. У січні 1918 призначений першим помічником начальника військового відділу Центробалта. Фактично командував Балтійським флотом, у лютому 1918 керував перебазуванням кораблів флоту, що знаходилися в Ревелі, в Гельсінгфорс, що врятувало їх від захоплення німецькими військами. Останні кораблі покинули Ревель 25 лютого — в день, коли в місто ввійшли німці.

### Керівництво Льодовим походом

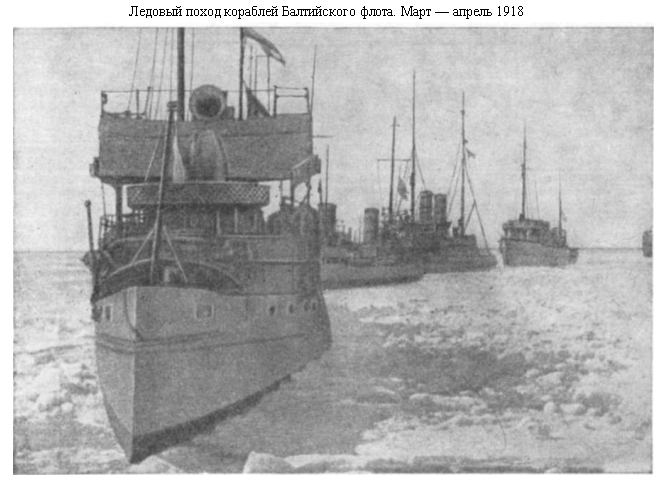
Льодовий похід

Щастний керував Льодовим походом кораблів Балтійського флоту з Гельсінгфорса в Кронштадт зважаючи на загрозу флоту з боку німецьких військ. Згідно з Брестським миром (ст. 6), всі російські кораблі повинні були покинути фінляндські порти, причому передбачалося, що поки лід не дозволяє здійснити перехід, на кораблях повинні були залишатися лише «незначні команди», які легко могли бути нейтралізовані німцями. У цих умовах було прийнято рішення перевести флот у Кронштадт в умовах, коли море ще було покрите льодом (звідси і назва Льодового походу).
Спочатку в супроводі двох криголамів вийшли з Гельсінгфорса 12 березня і прибули в Кронштадт 17 березня 4 лінійних кораблі і 3 крейсери. 4 квітня з Гельсінгфорса вийшов другий загін (2 лінкори, 2 крейсери, 2 підводні човни), який прибув до Кронштадта 10 квітня (виключаючи один з підводних човнів, що отримав пошкодження і повернувся в Гельсінгфорс). Таким чином, найбільші кораблі флоту виявилися поза небезпекою захоплення противником.

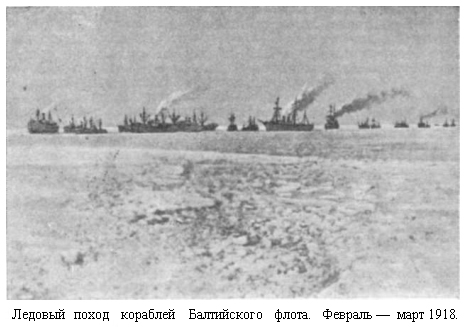
Льодовий похід

5 квітня Щастний був офіційно призначений начальником Морських сил (наморси) Балтійського моря (виконував обов'язки вже в березні, після усунення з цієї посади О. В. Развозова, який обіймав її лише близько тижня). У цей час він готував до виходу третій загін кораблів (45 есмінців, 3 міноносці, 10 підводних човнів, 5 мінних загороджувачів, 6 тральщиків, 11 сторожових кораблів, 81 допоміжне судно), який був відправлений з Гельсінгфорса п'ятьма ешелонами в період з 7 по 11 квітня. Пізніше ці кораблі з'єдналися в один ешелон за підтримки чотирьох криголамів. Сам Щастний покинув Гельсінгфорс на штабному кораблі «Кречет» 11 квітня, коли на підступах до міста вже йшли бої з наступаючими німецькими військами (місто було взято 14 квітня).
20 квітня третій загін кораблів під командуванням Щастного прибув до Кронштадта. За час походу не було втрачено жодного судна, незважаючи на різке ослаблення дисципліни, пов'язане з революційними подіями.

## Арешт і загибель
Успішне керівництво в складних умовах Льодовим походом підняло авторитет Щастного серед моряків. Але вже 27 травня він був заарештований за особистим розпорядженням народного комісара з військових і морських справ Л. Д. Троцького «за злочини з посади і контрреволюційні дії». 20-21 червня був судимий Революційним трибуналом при ВЦВК Рад робітничих, селянських і козацьких депутатів. Свою провину Щастний не визнав. У виступі на суді Троцький заявив, що

Щастний наполегливо і неухильно поглиблював прірву між флотом і Радянською владою. Сіючи паніку, він незмінно висував свою кандидатуру на роль рятівника. Авангард змови — офіцерство мінної дивізії — відкрито висунуло гасло «диктатура флоту».

Незважаючи на слабку доказову базу звинувачення Щастний був засуджений 21 червня 1918 до розстрілу. Декрет про відновлення раніше скасованої більшовиками смертної кари був прийнятий 13 червня 1918 і це був перший судовий смертний вирок у Радянській Росії. В одній з передсмертних записок Щастний писав:

У революції люди повинні вмирати мужньо. Перед смертю я благословляю своїх дітей Льва і Галину, і, коли вони виростуть, прошу сказати їм, що йду помирати мужньо, як личить християнину.

У ніч з 21 на 22 червня (в 4 години 40 хвилин ранку) Олексій Щастний був розстріляний. У радянській військово-історичній літературі про його роль під час Льодового походу не згадувалося.
У вироку по цій справі йшлося:
|  | Іменем Російської Соціалістичної Федеративної Радянської Республіки Революційний трибунал при ВЦВК Рад робітничих, селянських, солдатських і козачих депутатів, заслухавши у відкритих засіданнях своїх від 20 і 21 червня 1918 р. і розглянувши справу за обвинуваченням колишнього начальника морських сил Балтійського флоту гр. Олексія Михайловича Щастного, 37 років, визнав доведеним, що він, Щастний, свідомо і явно підготовляв умови для контрреволюційного державного перевороту, прагнучи своєю діяльністю відновити матросів флоту і їх організації проти постанов і розпоряджень, затверджених Радою Народних Комісарів і Всеросійським Центральним Виконавчим Комітетом. З цією метою, скориставшись тяжким і тривожним станом флоту, у зв'язку з можливою необхідністю, в інтересах революції, знищення його і кронштадтських фортець, вів контрреволюційну агітацію в Раді комісарів флоту і в Раді флагманів: то пред'явленням в їх середовищі провокаційних документів, явно підроблених, про нібито наявному у Радянській владі секретному угоді з німецьким командуванням про знищення флоту або про здачу його німцям, якісь підроблені документи відібрані у нього при обшуку; то брехливо навіював, що Радянська влада байдуже ставиться до порятунку флоту і жертвам контрреволюційного терору; то розголошуючи секретні документи щодо підготовки на випадок необхідності вибуху Кронштадта і флоту; то посилаючись на нібито антидемократичність затвердженого РНК і ЦВК Положення про управління флотом, вносячи, всупереч цьому Положенню, в Рада комісарів флоту на дозвіл питання військово-оперативного характеру, прагнучи цим шляхом зняти з себе відповідальність за вирішення таких питань; то потурав своєму підлеглому Зеленому в невиконанні розпоряджень Радянської влади, спрямованих до полегшення становища флоту, і уповільнив встановлення демаркаційної лінії у Фінській затоці, не виконуючи свого прямого обов'язку відсторонення таких підлеглих від посади; то під різними приводами на випадок наміченого ним, Щастного, перевороту затримував мінну дивізію в Петрограді; та всієї цієї діяльністю своєї живив і підтримував у флоті тривожний стан і можливість протівосоветскіх виступів. Беручи до уваги, що вся ця діяльність Щастного виявлялася їм у той час, коли він займав високий військовий пост і розташовував широкими правами у флоті Республіки, Трибунал постановив: вважаючи його винним у всьому викладеному, розстріляти. Вирок привести у виконання протягом 24 годин. Известия ВЦИК 1918, 22 червня |

За словами російського історика Сергія Мельгунова,

капітан Щастний врятував залишок російського флоту в Балтійському морі від здачі німецької ескадрі і привів його до Кронштадта. Він був звинувачений, тим не менш, у зраді. Обвинувачення було сформульовано так: «Щастний, здійснюючи геройський подвиг, тим самим створював собі популярність, маючи намір згодом використовувати її проти радянської влади». Головним і єдиним свідком проти Щастного виступив Троцький. Щастний був розстріляний «за порятунок Балтійського флоту».

## Пам'ять про О.М.Щастного

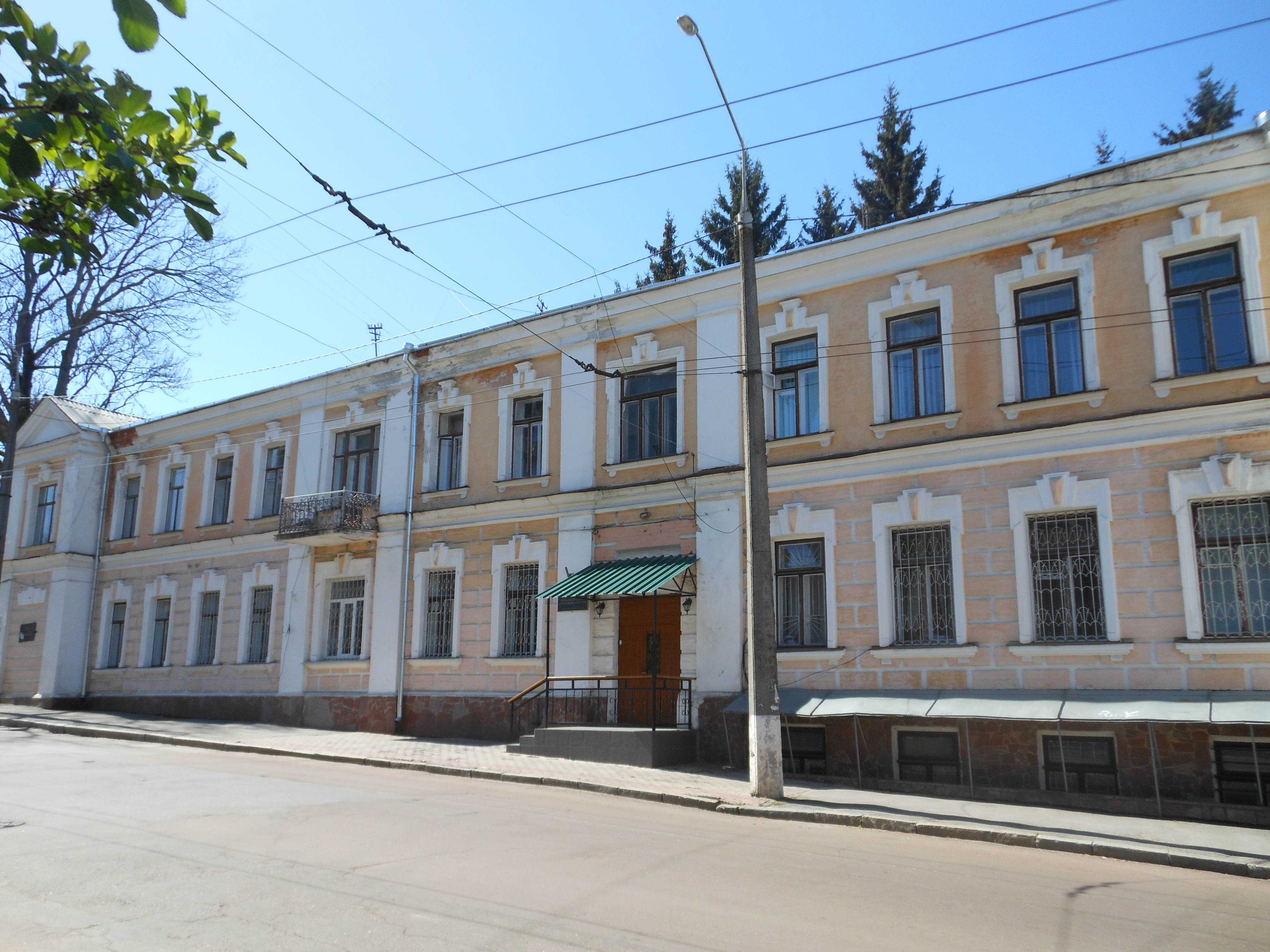
Будинок № 20 О. М. Щастного у Житомирі по вул. Дмитра Донцова

У 1990 в газеті «Известия» в статті тодішнього помічника начальника Управління військових трибуналів В. Звягінцева було вперше поставлено питання про можливість перегляду «справи Щастного». У 1995 він був офіційно реабілітований. У 2001 в Санкт-Петербурзі вийшла в світ книга Є. Н. Шошкова «Наморсі А. М. Щастний».
Іменем Щастного в 1992 була названа вулиця в його рідному місті Житомир, де в будинку № 20 він народився. На цьому будинку встановлено меморіальну дошку О. М. Щастному. 20 травня 2016 року вулицю було перейменовано на Дмитра Донцова.